# Douglas Dean Osheroff
Douglas Dean Osheroff (* 1. srpen 1945 Aberdeen, Washington, USA) je americký fyzik. Jeho otec byl syn židovských imigrantů původem z Ruska, jeho matka byla dcera slovenských imigrantů.
Je nositelem Nobelovy ceny z roku 1996 za fyziku, kterou dostal společně s Davidem Morrisnem Leem a Robertem Colemanem Richardsnem za objev supertekutosti hélia-3.

## Život
Osheroff, narozený v Aberdeenu, získal bakalářský titul v roce 1967 na Caltechu, kde navštěvoval přednášky Richarda Feynmana a dělal studentský výzkum pro Gerryho Neugebauera.
Po promoci nastoupil do Laboratoře atomové fyziky a fyziky pevných látek na Cornell University, kde dělal výzkum ve fyzice nízkých teplot. Spolu s Davidem Lee, vedoucím laboratoře, a Robertem C. Richardsonem, Osheroff použil Pomerančukův článek k vyšetření chování 3He při teplotách pár tisícin stupně nad absolutní nulou. Ve svých měřeních v roce 1972 objevili nečekané účinky, které vysvětlovali jako fázové přeměny na supratekutou fázi 3He. Lee, Richardson a Osheroff za tento objev získali v roce 1996 Nobelovu cenu za fyziku.
Osheroff získal Ph.D. na Cornell University v roce 1973. Poté pracoval v Bellových laboratořích v Murray Hill, kde pracoval 15 let, kdy pokračoval ve výzkumu nízkoteplotních jevů v 3He. V roce 1987 se přesunul na Katedru fyziky a aplikované fyziky na Univerzitě ve Stanfordu, kde také zastával funkci vedoucího katedry v letech 1993-1996. Jeho výzkum je zaměřen na jevy nastávající za extrémně nízkých teplot.
Osheroff byl vybrán do komise, která vyšetřovala havárii raketoplánu Columbia, kde zastával stejnou funkci jako Feynman při vyšetřování havárie Challengeru.
V současnosti je členem skupiny poradců Scientists and Engineers for America, organizace zaměřené na zlepšování zvuku vědy v americké vládě.